# Дженсън Бътън
Дженсън Александър Лайънс Бътън (на английски: Jenson Alexander Lyons Button) е британски пилот от Формула 1, състезател на екипа на Макларън.
Световен шампион от Формула 1 за 2009 година.

## Лични данни
Роден е на 19 януари 1980 г. във Фрум, графство Съмърсет, Англия, но понастоящем живее в Монако, което е практика при много други пилоти, заради данъчните облекчения, които предлага Кралството. Първият му досег до автомобилите е чрез картинга, когато той е едва 8-годишен. През цялото време на развитието му в моторните спортове до него неотлъчно е баща му, Джон Бътън.

## Кариера
- 1988 г. - първата му победа на картинг на пистата в Йоувил
- 1992 г. – победител в шампионата по картинг на Великобритания
- 1993 г. – дублира титлата си
- 1993 г. – трети в британската Формула 3 с 3 победи, втори в Макао Гран При
- 1995 г. – печели италианския шампионат ICA и става вицешампион във Формула А
- 1997 г. – победител в европейските карт серии Супер А, печели и Сена Мемориъл Къп на Судзука по картинг
- 1998 г. - победител в британската Формула Форд, а също и във фестивала Формула Форд на пистата Брандс Хедж, получава званието „Млад пилот на годината“ на сп. „Аутоспорт“

## Формула 1

### Уилямс
През 2000 г. в отбора на Уилямс, където печели 12 т. и това му отрежда 8-о място в шампионата.

### Бенетон
За следващия сезон е преотстъпен на Бенетон, които по това време не могат да се похвалят с бърз болид, способен да печели състезания, и Бътън успява да вземе само 2 т. През сезон 2002 може да се каже, че той постига по-големи успехи, вземайки 14 т. и нареждайки се на 7-о място в шампионата. От 2003 г. Дженсън е пилот на БАР-Хонда, където постига най-много. В началото той и другия пилот на тима Жак Вилньов имат известни търкания и през целия сезон журналистите търсят някакъв скандал между тях.

### БАР
Въпреки тази напрегната атмосфера, Дженсън Бътън успява да спечели 17 т. и дори приносът му за крайното класиране на екипа е много по-голямо от това на съотборника му, бивш световен шампион. Спокойно може да се каже, че сезон 2004 е най-успешния за кариерата на младия англичанин, тъй като той успя да завоюва 3-то място в генералното класиране след двамата пилоти на Ферари, Михаел Шумахер и Рубенс Барикело.
Освен всичко това, в края на състезателния сезон сензационната новина за преминаването му в екипа на Уилямс разбуни духовете из падока, но след ожесточителна борба между адвокатите на двата отбора, БАР успяха да задържат многообещаващата звезда при себе си. Бътън призна, че е разочарован, тъй като желае да бъде пилот на сър Франк, но въпреки това ще даде 100% от себе си през следващата година като част от екипа на БАР.

### Хонда
Когато БАР е закупен от Хонда сезона на Бътън започва да се развива добре. Първата му победа е за Голямата награда на Унгария през 2006 г., когато съперниците за титлата Фернандо Алонсо и Михаел Шумахер правят грешки, които водят и до така чаканата му победа. През 2007 и 2008 той и Рубенс Барикело имат разочороващ сезон с рядко влизания в точките. След края на сезон 2008 Хонда напуска Формула 1 заради основата на финансова криза. Но благодарение на бившия шеф на тима Рос Браун той закупи тима на Браун.

### Браун
Сезон 2009 може би е най-добрата му година за Бътън. В Австралия той спечели пол-позиция и победа като с второто място на Рубенс Барикело това е първа двойна победа на отбора след 1970. След това спечели другите кръгове в Малайзия, Испания, Монако и Турция с изключение в Китай, където Фетел е най-бърз на дъжд. Втората половина на сезона започна със спад на британеца. Може би единственото отпадане на Дженсън е в Белгия, когато участва в инцидент с Алгерсуари, Грожан и Луис Хамилтън от комплекс завой Ле Компс. В Италия той завършва зад Барикело, който спечели състезанието. Преди Голямата награда на Бразилия не само Бътън е претендент за титлата, но и Рубенс Барикело и Себастиен Фетел също искат да спечелят титлата. В Интерлагос Бътън излезе от кризата и завърши пети което му осигури титлата. Дженсън Бътън стана и десетия британски пилот печелил титлата на Формула 1.

### Макларън

#### 2010
След края на сезон някои журналисти смятат че Бътън най-вероятно ще бъде съотборник с Луис Хамилтън от Макларън. Така на 14 ноември световния шампион за 2009 подписа договор с Макларън. Но според Джеки Стюърт преминаването на Бътън в Макларън може би се оказа най-голямата грешка защото Хамилтън има 3 години в отбора докато Бътън трябва да свикне с обстановката като втори пилот. Според Рос Браун той е много разочорован при преминаването му на Бътън в Макларън, тъй като се опита да запази британеца в редиците на новосвормирения тим на Мерцедес.

#### 2011
През 2011 година Бътън отново е пилот на Макларън със съотборник Луис Хамилтън. Освен трите първи места в Канада, Унгария и Япония, Бътън успява да запише четири втори места и пет трети. Само на два пъти не успява да влезе в топ 6. Това става във Великобритания и Германия, където отпада. Успява да запише три НБО в Канада, Сингапур и Япония. Завършва сезона втори след Себастиан Фетел с 270 точки. Заедно с Хамилтън класира Макларън на второто място при конструкторите след отбора на Ред Бул.

#### 2012
Сезон 2012 започва чудесно за Бътън. Стартирайки от втора позиция след съотборникът си Хамилтън в Австралия успява да спечели състезанието като записва и НБО. Освен това побеждава в още две състезания - Белгия като стартира от Пол позишън и Бразилия. Записва още една НБО в Индия. Завършва сезона пети със 188 спечелени точки. Неговият отбор Макларън завършва на трето място при конструкторите.